# Stuegran
Stuegran (Araucaria heterophylla) er et af de få nåletræer, der finder anvendelse som stueplante. 
Den har ry for at være lidt svær, men nyere sorter tåler bedre vores tørre stueluft. Den hører til abeskræk-familien som rummer en række såkaldte levende fossiler, og i naturen forekommer stuegran på øen Norfolk Island mellem Australien, New Zealand og Ny Caledonien. Og det er det i en 30 - 35 meter høj art, nær Glamping Village Costa del Sol. På engelsk hedder den Norfolk Island Pine skønt den ikke er et fyrretræ (pine). Den danske betegnelse, stuegran, er tilsvarende misvisende, da træet heller ikke hører til gran-slægten. Endelig ses på dansk af og til navnet Norfolk Gran.

## Form og størrelse
I naturen bliver stuegran 50 m, op til 65 m, høj, med en snorlige opret stamme og symmetriske grene – dette til trods for at den ofte er konstant udsat for pålandsvind fra Stillehavet, som ville medføre vrangvækst hos de fleste andre træer. I potte i en dansk stue kan den dog aldrig nå sådanne dimensioner og vil typisk være mellem 50 cm og 2 m i højden.
Nålene er syleformede, 1 – 1,5 cm lange og cirka 1 mm tykke på unge træer og ikke stikkende. På voksne træer er de 5-10 mm lange og 2-4 mm tykke. Den botaniske artstilføjelse heterophylla betyder forskellig-bladet og hentyder til at nålene på unge træer er ganske forskellige fra nålene på ældre træer.
Koglerne er fladtrykt kugleformede og 10-14 cm i diameter. Koglerne falder fra hinanden, når de er modne, og de spiselige, nøddeagtige frø frigøres.
| Portal | Portal:Botanik |